# Gare de Vauvert
La gare de Vauvert est une gare ferroviaire française de la ligne de Saint-Césaire au Grau-du-Roi, située sur le territoire de la commune de Vauvert, dans le département du Gard en région Occitanie.
C'est une gare de la Société nationale des chemins de fer français (SNCF) desservie par des trains express régionaux TER Occitanie.

## Situation ferroviaire
Établie à 20 mètres d'altitude, la gare de Vauvert est située au point kilométrique (PK) 21,056 de la ligne de Saint-Césaire au Grau-du-Roi, entre les gares de Beauvoisin et du Cailar.

## Fréquentation
De 2015 à 2023, selon les estimations de la SNCF, la fréquentation annuelle de la gare s'élève aux nombres indiqués dans le tableau ci-dessous :
| Année           | 2015  | 2016  | 2017  | 2018  | 2019  | 2020   | 2021   | 2022   | 2023   |
| --------------- | ----- | ----- | ----- | ----- | ----- | ------ | ------ | ------ | ------ |
| Voyageurs seuls | 1 528 | 1 634 | 2 149 | 2 447 | 3 329 | 13 909 | 30 828 | 35 887 | 33 256 |

## Service des voyageurs

### Accueil
Gare SNCF, elle dispose d'un bâtiment voyageurs, avec guichet, ouvert tous les jours.

### Desserte
Vauvert est desservie par des trains TER Occitanie qui effectuent des missions entre les gares : de Nîmes et du Grau-du-Roi.

### Intermodalité
Un parking pour les véhicules est aménagé.
La gare est desservie par les lignes 133, 134 et 137 du réseau régional liO.